# ウェルネスパーク五色・高田屋嘉兵衛公園
ウェルネスパーク五色 高田屋嘉兵衛公園（ウェルネスパークごしき たかたやかへえこうえん）は、兵庫県洲本市にある総合公園である。

## 概要
当施設は、洲本市五色町出身で江戸時代後期の海商高田屋嘉兵衛の顕彰を目的として彼が埋葬されている播磨灘を一望する丘陵に開設された総合公園である。
園内には高田屋嘉兵衛の功績を紹介する博物館 高田屋顕彰館・歴史文化資料館（菜の花ホール）をはじめ、温泉入浴施設、公共の宿、ログハウス、キャンプ場、スポーツ施設等が点在する。
園の中央に位置する広大な芝生広場は大規模イベント開催可能な野外ステージを備えており、広場の縁側に「日露友好の碑」など高田屋嘉兵衛関連の記念碑のほか、同じく五色町出身の阿久悠関連の記念碑が建てられている。
淡路花博2010・2015では「花みどりフェア」の会場となった。
道の駅への改修が予定されており、令和元年度重点道の駅に「高田屋嘉兵衛公園(仮称)」として指定されている。地域振興DMO淡路島観光協会との連携、淡路島中央スマートインターチェンジの活用、アワイチなどサイクルツーリズムの拠点(ゲートウエイ施設)、子育て支援、バイオマス関連の環境学習が項目として挙げられている。2025年1月に基本設計のプロポーザル委託の公募を開始した。

## 年間行事
- 3月下旬 - 洲本市五色菜の花まつり

## 施設
- 高田屋顕彰館・歴史文化資料館（菜の花ホール） - 1997年度通商産業省グッドデザイン賞受賞
- 芝生広場 - 野外ステージ、瀬戸内少年野球団文学碑、日露友好の像、北前船寄港地モニュメント
- 浜千鳥（公共の宿）
- ゆ～ゆ～ファイブ - 五色天然温泉入浴施設
- 丘の上のログハウス
- サンセットログハウス
- オートキャンプ場
- GOGOドーム - 全天候型多目的運動場。テニスコートなら3面設置可能。
- テニスコート -  オムニコート6面
- 五色洋ランセンター - 5,000鉢の洋ランの栽培と販売。入館無料で、観賞と写真撮影は自由
- 夢工房 - 陶芸、染色、紙漉き、蕎麦・饂飩打ち等の体験施設
- 高田屋嘉兵衛埋葬地

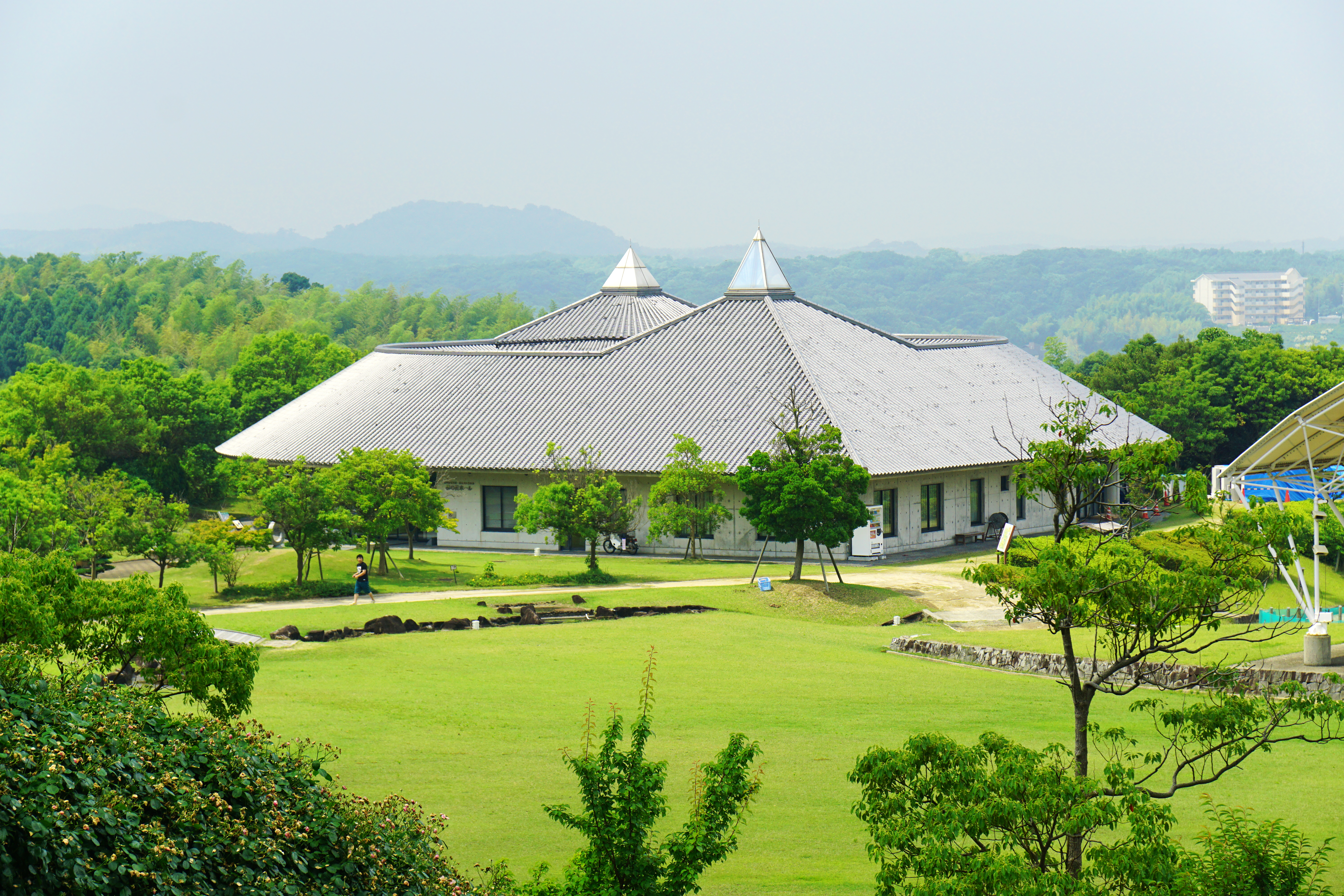
高田屋顕彰館・歴史文化資料館（菜の花ホール）
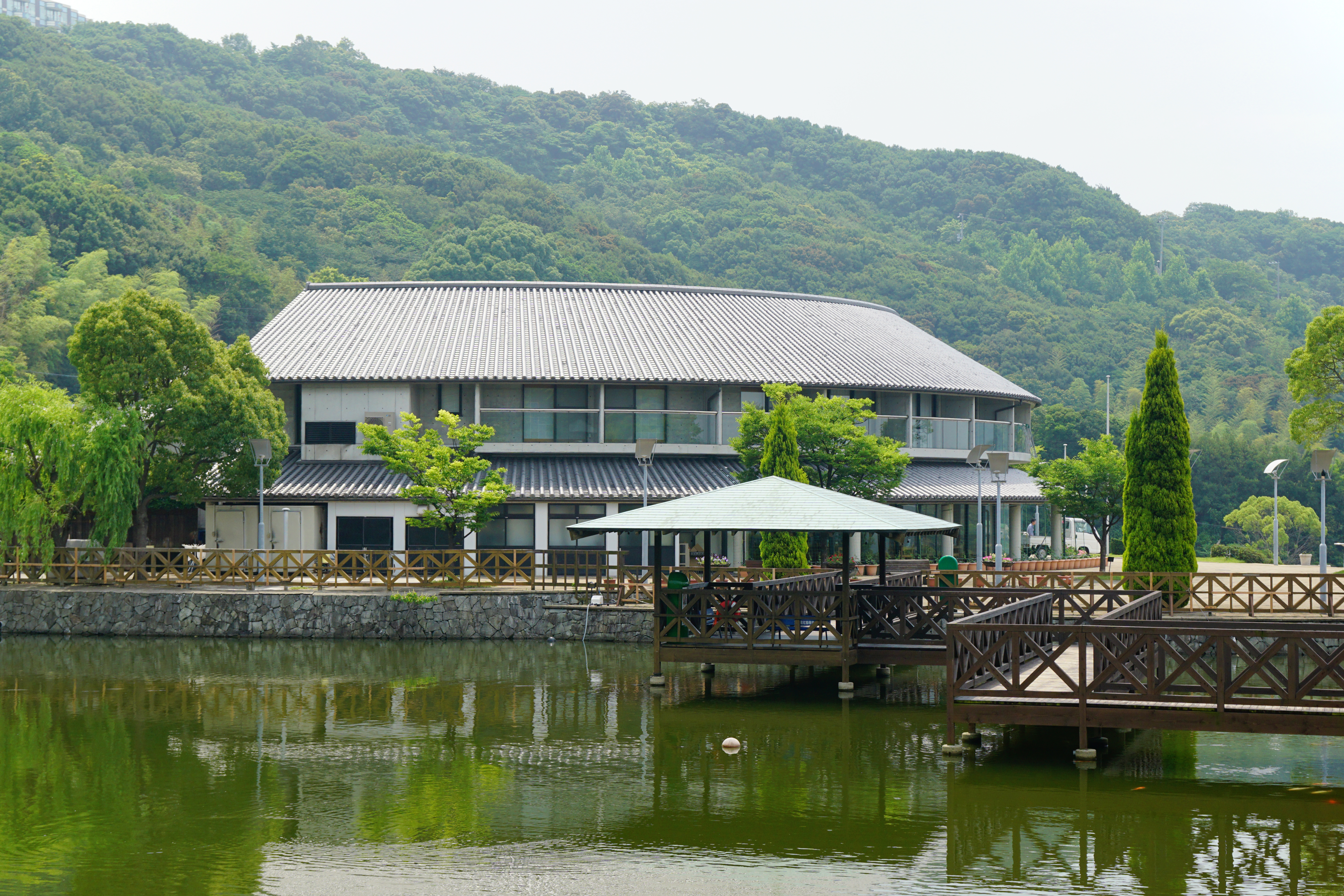
浜千鳥（公共の宿）
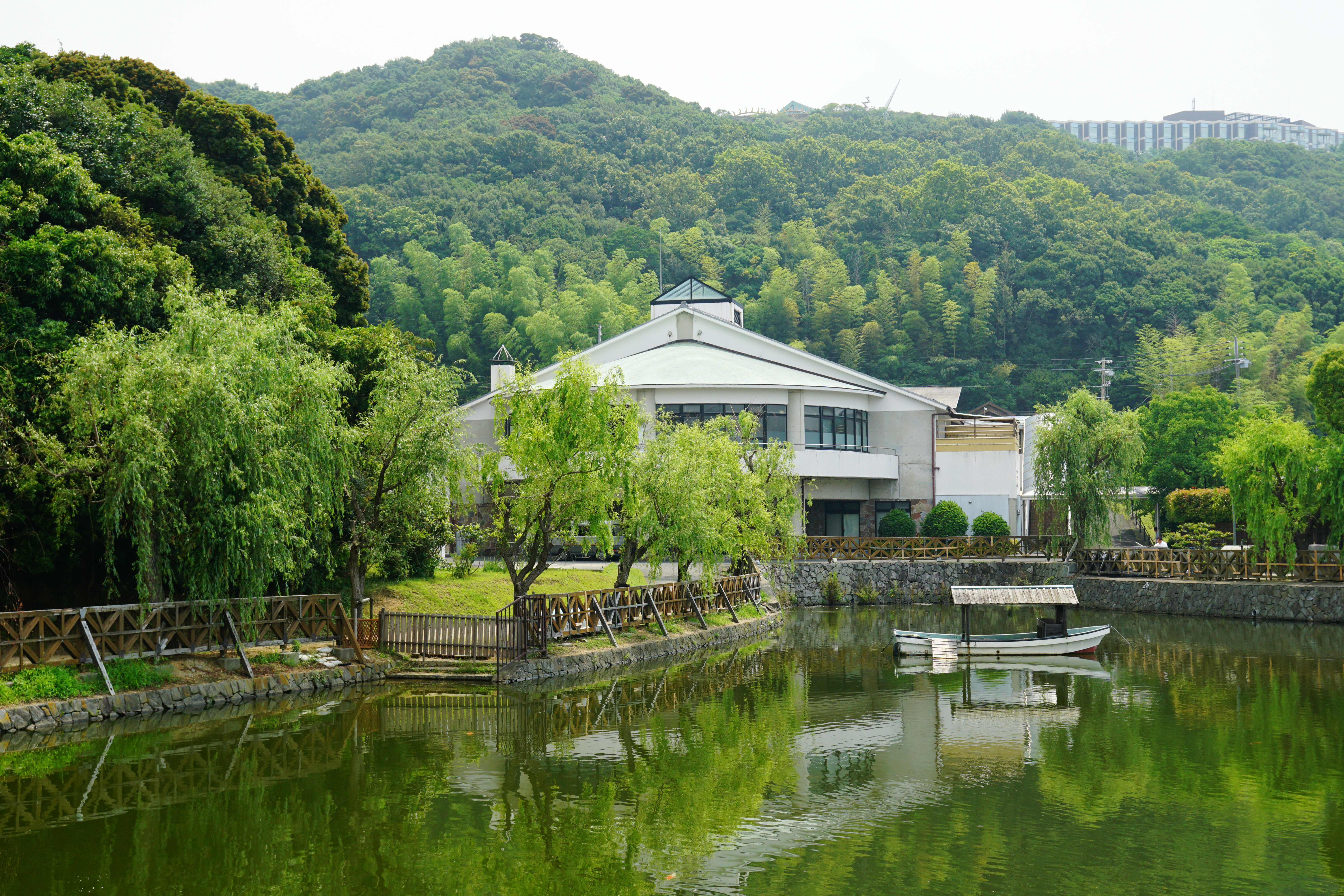
ゆ～ゆ～ファイブ
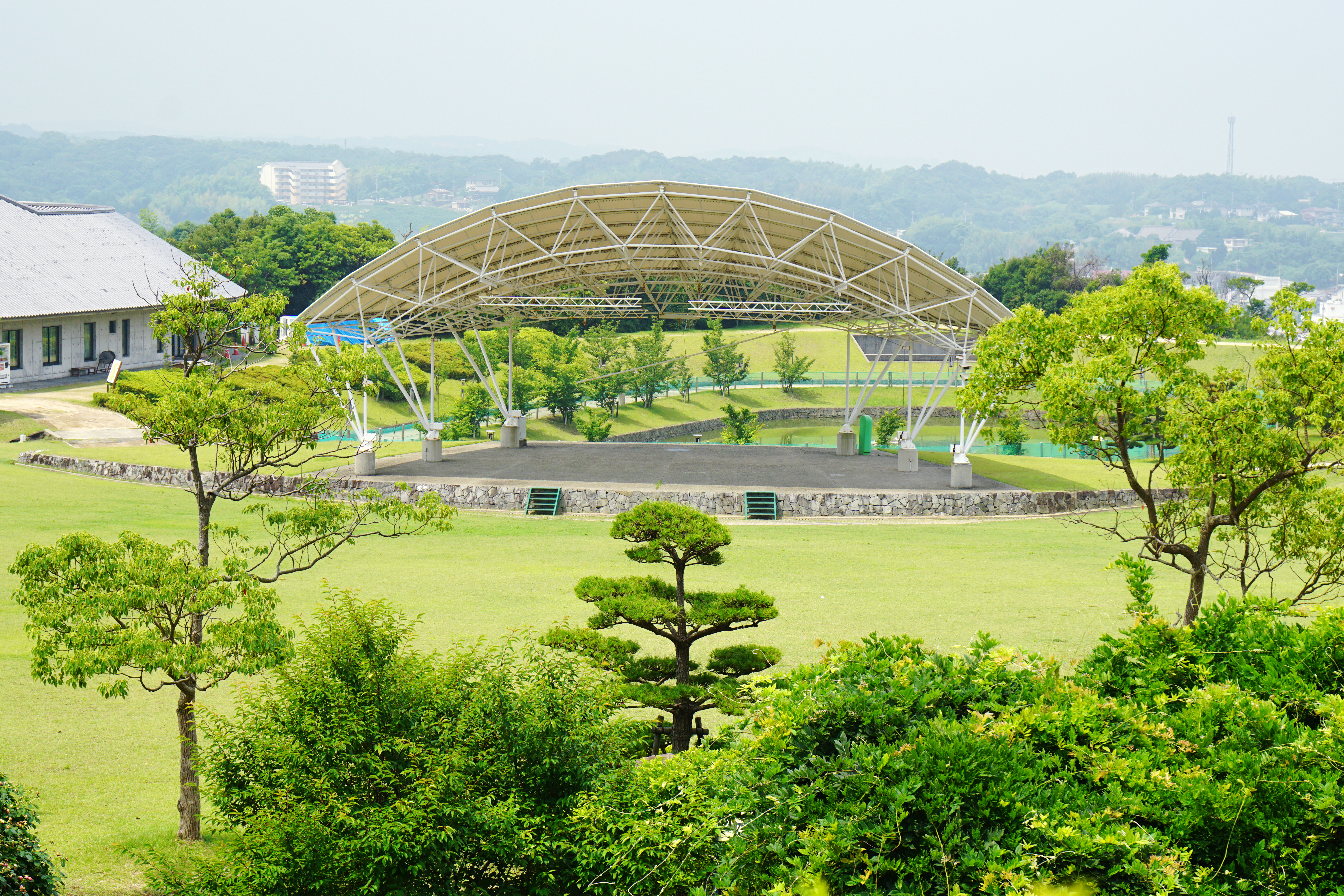
芝生広場 - 野外ステージ
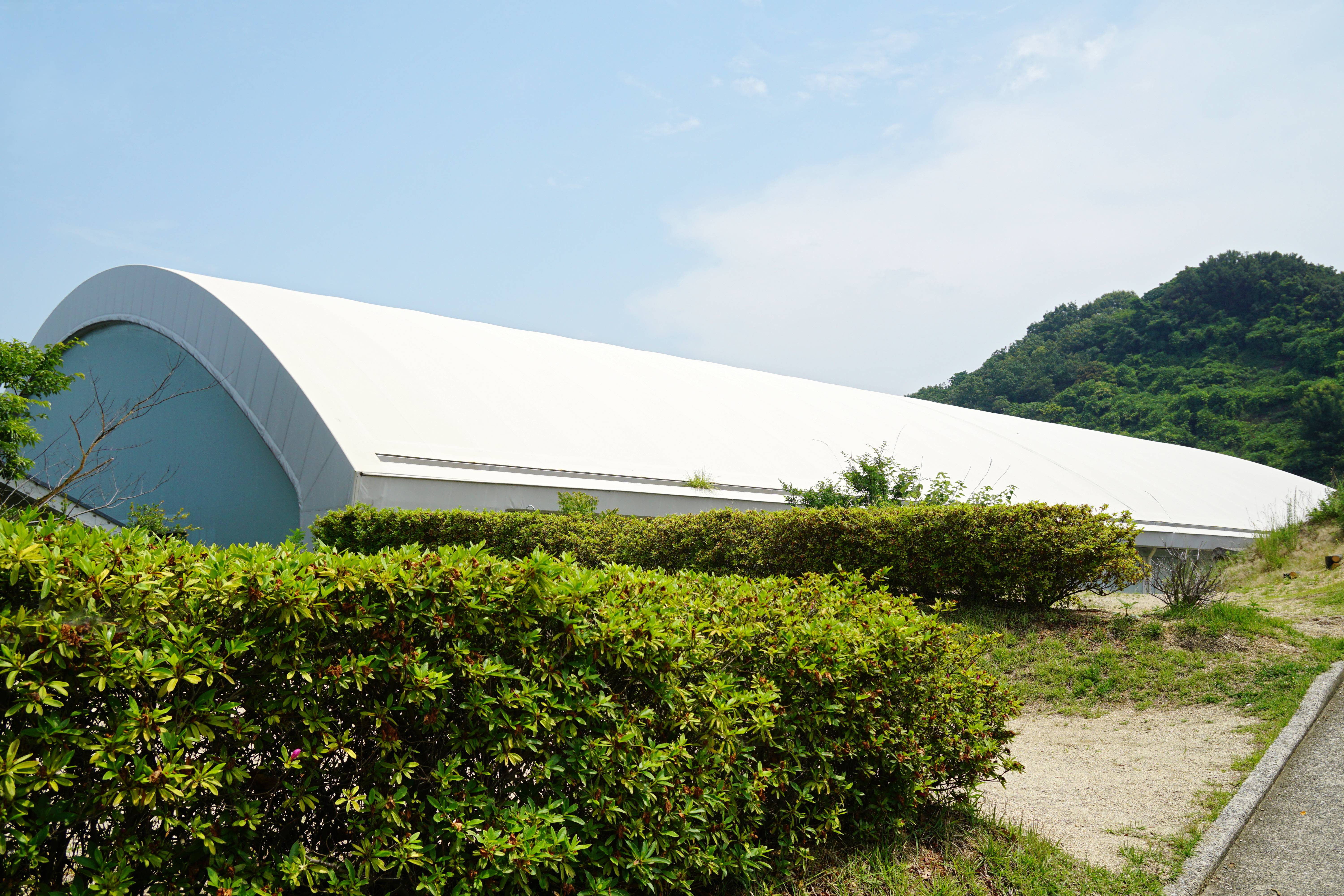
GOGOドーム
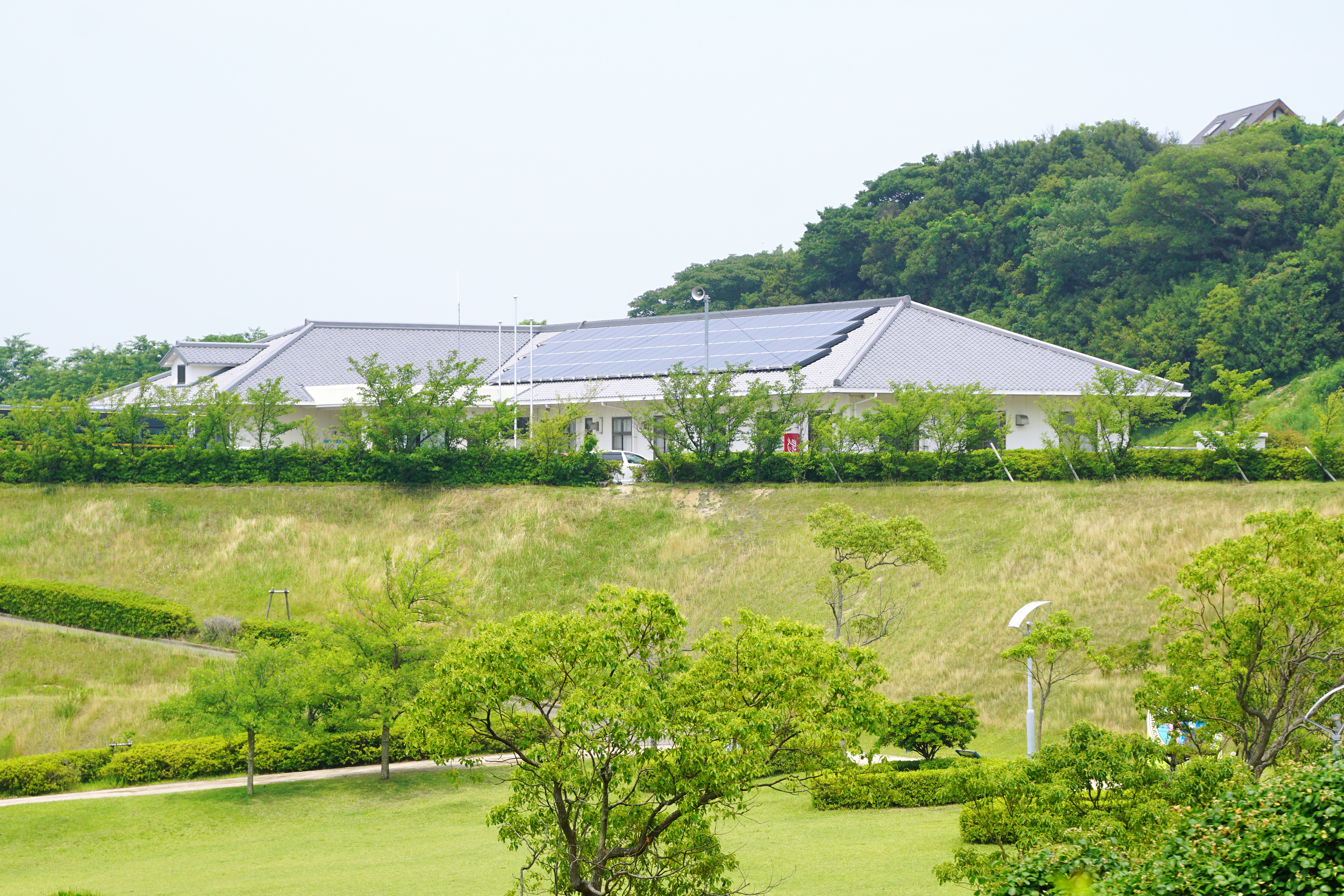
夢工房
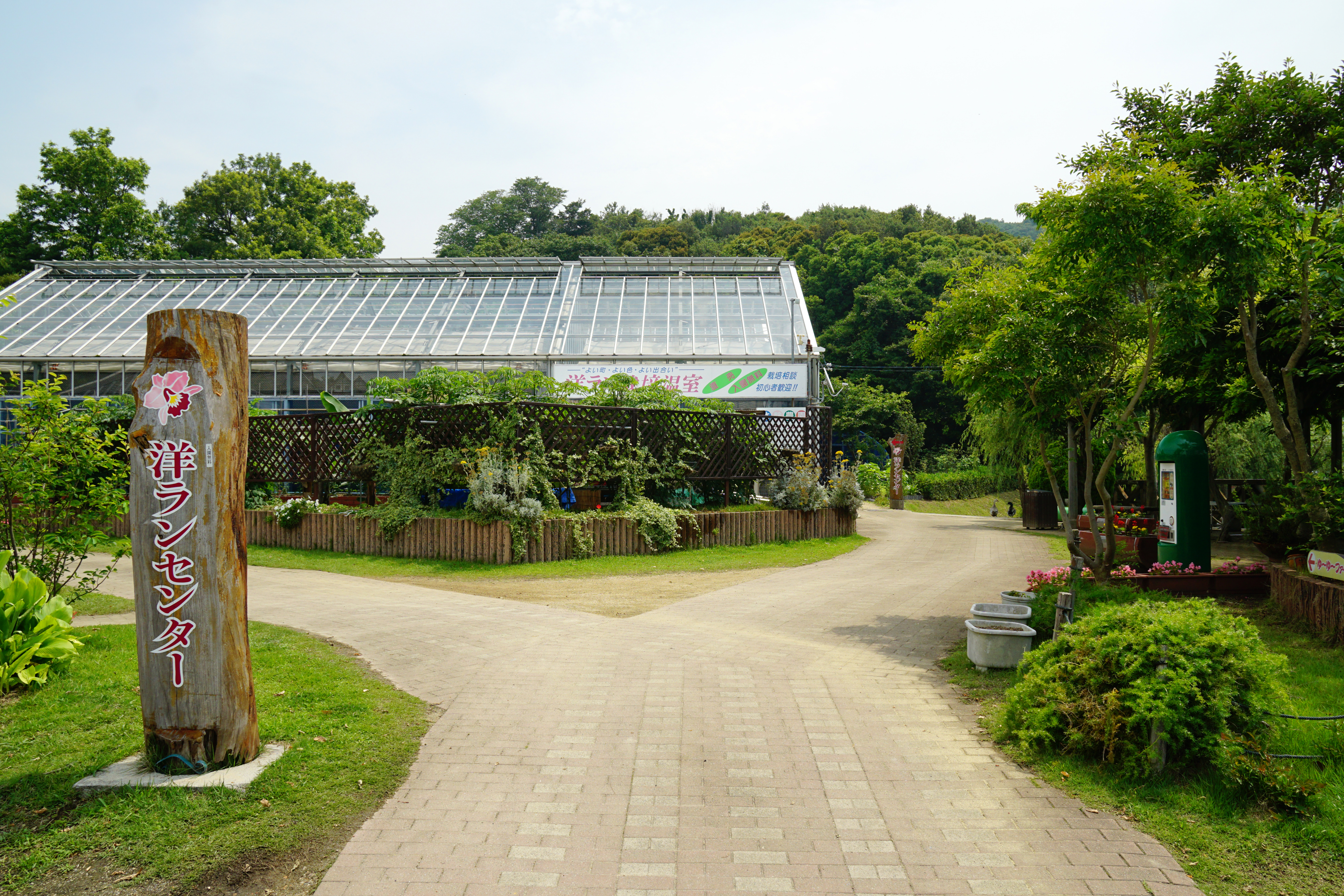
五色洋ランセンター
瀬戸内少年野球団文学碑
日露友好の像

## 利用情報
- 開園時間 - 8:00～22:00（施設により異なる）
- 休園日 - 不定休（1月と6月に臨時休館有り）

## 周辺
- 多聞寺 - 高田屋嘉兵衛菩提寺。徒歩3分。
- スプリングゴルフ&アートリゾート淡路 - ゴルフ場を備えたリゾートホテル。当園を見下ろす丘の上にある。
- 洲本市立五色図書館